# ARACHNID
《ARACHNID》（日語：アラクニド -ARACHNID-），日本漫畫作品，原作者為村田真哉，作畫為いふじシンセン。在2009年11月21日連載於Square Enix出版社旗下的《月刊GANGAN JOKER》雜誌。連載完結，單行本共14卷。
2012年3月2日於同出版社旗下的《YOUNG GANGAN》雜誌上開始連載《ARACHNID》外傳《CATERPILLAR》（キャタピラー -CATERPILLAR-）。2013年4月29日因作畫匣咲伊砂突然去世，〈CATERPILLAR〉休載。2014年1月4日宣布恢復連載，作畫由速水時貞代替。單行本共11卷。
2020年1月22日在《月刊GANGAN JOKER》雜誌上開始連載《ARACHNID》正傳續作《BLATTODEA》（ブラトデア -BLATTODEA-），續由《CATERPILLAR》的速水時貞作畫。

## 劇情簡介

### ARACHNID
一名父母雙亡的女子高中生藤井有栖，寄住在粗暴的叔父家，而她因為天生的精神疾病而受到眾人的排擠。此時，一個代號叫「蜘蛛」的男人為了執行「組織」交付的任務，闖入了藤井有栖所住的地方並殺死了她叔父，殊不知兩人的相遇，卻是一連串事件的開始……

### 外傳－CATERPILLAR－
《ARACHNID》發生前一年，「芋蟲」一如往常地執行任務，卻遭遇世界最強「蟲」的「子彈蟻」的攻擊為開端，收到了附有死去姐姐照片碎片的黑色邀請函，神秘郵輪集會主辦者是曉知自己過去的神秘人物「鳳蝶」，為了卻過去的因緣，「芋蟲」與搭擋「花螳螂」帶著決意參加以自身為目標的「驅除害蟲」。

### BLATTODEA
《ARACHNID》的續篇。

## 角色簡介

### ARACHNID

#### 主要角色
藤井有栖／愛麗絲（アリス）
故事女主角。患有先天性集中力過剩（Congenital Excessive Concentretion，CEC）的精神病，很容易過於專注在某項事物上而對外界事物反應疲弱，因此一直都是受到排擠的對象。個性溫柔，總是替他人著想，連身為敵人的「水黽」及「芋蟲」都認為她是個好女孩。但真的需要時也能毫不猶豫的下殺手。
出生前父親已去世（實際上仍存活，58話證實了是「雀蜂」），在母親去世後（在《BLATTODEA》中證實存活）寄住在叔父家。有天要被叔父侵犯時，被執行任務的「蜘蛛」誤打誤撞的解救，並且展現了過人的戰鬥能力而被蜘蛛帶回去加以訓練。
後來在與蜘蛛的對決中戰勝了他，並依蜘蛛的請求殺了他。之後寄住在田嶋賴子的家中，在學校中不斷擊退「組織」派來的殺手，並在衝突中制伏了「蜚蠊」沖惠美並將其成為同伴。現在與同伴一起捲入了「軍蟻」黑川沙羅設下的「狩獵蜘蛛」中，在與各種「蟲」周旋、見到黑川沙羅並帶著倉本藍逃出來後，為了拯救朋友拒絕了「螽斯」的提議。
為了保護同伴而和「巨針蟻」戰鬥，一開始因為戰鬥經驗的差距而極端劣勢，後來覺醒而逆轉擊敗「巨針蟻」，卻也暫時無法動彈，並遇到黑川沙羅及其手下。在保護者「兜蟲」誤觸陷阱掉到洞裡時被藤岡響及冲惠美所救，再度見到田嶋賴子並互相坦白心意。結果賴子被潛伏的「蠍」的毒針刺中，並得知「蠍」就是殺害其母親的兇手，最後用陷阱擊敗了「蠍」。
擅長操控繼承自「蜘蛛」的武器「蜘蛛絲」進行戰鬥，有時也會以槍做輔助。因為CEC的能力，使得她能夠自由自在的操控蜘蛛絲來設下陷阱、感測索敵及戰鬥，探測能力精確到能靠著感知站在蜘蛛絲上的人的震動而判斷敵人正準備要開槍。同時因為對敵人的高度專注力，能夠針對敵人的動作在一瞬間判斷接下來的行動。其戰鬥本能被「水黽」稱呼為「先天性殺人者」，芋蟲則認為她「已經是蜘蛛本身」。
在「BOSS」死後和「蜚蠊」一起生活一段時間，後來留下一封信之後獨自離開。
「蜘蛛」
故事男主角。同樣患有CEC，但也因此擁有高度的戰鬥技巧，在「組織」裡也是享有盛名，曾經指導「灶馬」藤岡響三年。在藤井義雄抹殺任務中遇到藤井有栖，發現她也患有CEC，及潛藏的戰鬥特性後，把有栖帶回去並想讓她加入「組織」未果。之後開始訓練有栖的戰鬥技巧，被她稱作「殺手先生」。途中曾暗中拜託「兜蟲」守護有栖，並向「兜蟲」稱呼有栖為自己的「女兒」。
自幼父母雙亡，因長久認為自己過著廢物一般的人生而一心求死，但認為周遭也都是與自己一樣的廢物，沒有資格殺死自己。在遇到藤井有栖後認為她已這個資格，因此設計要有栖幫忙殺死「雀蜂」，實際上是安排兩人對決，最後中了有栖的蜘蛛絲陷阱而敗北。說明原委後被有栖所殺，臨死前要有栖不要放棄自己的名字。
冲惠美、「蜚蠊」
藤井有栖等人的女同班同學，「冲惠美」只是「組織」給予的假名。是個變態，越被討厭本人越高興，會死纏著自己喜歡的人，甚至偷內褲等。本人追求的是「究極的隨心所欲」，口頭禪是「你還早了三億年呢」。
原本要對付藤井有栖，假稱田嶋賴子在其手上後把有栖騙到一間空教室，一開始因為其「蜚蠊」的能力及有栖顧慮到賴子的安危而占了上風，但在有栖確認賴子安全無虞後，隨即被CEC的能力打倒並被饒了一命。之後喜歡上有栖，稱其為「有栖大人」並發誓絕對服從有栖，死纏著她並強行住進賴子家裡，開始與有栖一同對抗「組織」。在「狩獵蜘蛛」中被捲入，被有栖要求保護好賴子。一度被「沙蜂」「泥蜂」控制要凌虐賴子，後來被「兜蟲」所救。之後在尋找有栖時與「蚰蜒」對上並獲得勝利，又與有栖合作抓住「螽斯」並問出關鍵情報。
被捲入有栖與「巨針蟻」的對決中，接受了有栖的命令，把田嶋賴子藏進一間教室。之後回頭救了「蚰蜒」，把藤岡響踹到之前沙羅炸開的大洞裡並帶走有栖。
以前曾經受過「兜蟲」的嚴酷訓練，擁有在「組織」中也是數一數二的超高速度，並能長時間維持。能以「風讀」的能力判斷氣流的變化，從而對敵人的攻擊、陷阱做出應對。身上能用一種名為「膏流」的能力分泌出類似樹汁的油，可以逃離束縛，也能在遇到危險時自動滴下可供追蹤的油脂。而因為常被「兜蟲」以失去意識的情況下訓練，也像真正的蟑螂般，就算大腦無法運作仍可以神經反射來驅動自己的身體進行躲避與反擊。但也因此很懼怕「兜蟲」。
在「BOSS」死後住在「巢穴」裡。
藤岡響、「灶馬」
同校的男子高中生，在該校的不良學生之間威信很高，「藤岡響」只是「組織」給予的假名。很迷特摄片「变形騎士」，個性剛毅，不斷貫徹自己認為的「正義」並消滅邪惡，凡事以「愛與正義」為原則。
少年時曾受過「蜘蛛」三年的指導，在他身上看到了自己所追求的「正義」並深深的愛上他。後來在該高中擔任學校中「組織」人員與「雀蜂」的中間聯絡人。在得知「蜘蛛」被藤井有栖所殺後，深恨有栖並欲殺之。先是瞬間擊倒想要協調的冲惠美，與趕到的有栖展開激戰，一直以自身的身體素質佔盡上風，但卻一步步掉入有栖所布的陷阱，最後打成兩敗俱傷。在聽了有栖對「蜘蛛」死因的告白後產生對事實與「組織」的疑惑。在「狩獵蜘蛛」中救了被「虎甲」偷襲的有栖，並與「蟋螽」展開死鬥後險勝。
之後聽到「兜蟲」、冲惠美、賴子對有栖的廣播後往1年D班尋找有栖，正好救了快被「巨針蟻」所殺的「兜蟲」，並與「巨針蟻」展開激戰但落敗，被「巨針蟻」踩昏。醒過來後正好救了被黑川沙羅及其部下包圍的有栖，但隨即被冲惠美踹到之前沙羅炸開的洞裡去。
因為迷变形騎士的關係，一直訓練自己的腿力而擁有強力的踢擊力量，平時穿著一腳五公斤的鐵鞋限制自己，脫下鞋子時連疾駛而來的汽車都能一腳踢飛。後來在與有栖打成兩敗俱傷後又多穿了有鐵板的外套以訓練自己。身體素質強韌，受到「巨針蟻」的毒針攻擊十數下仍能忍住痛楚戰鬥。
最後被捲入「軍蟻」的「女王支配」能力中。
蘭、「兜蟲」
個性豪放不羈的成年女子，被稱作「大姊」「大媽」「大嬸」。個性單純，但接受了的任務拼死也會完成。
以前曾經嚴酷訓練過冲惠美，使的冲惠美對她有很深的陰影。自稱也被「蜘蛛」稱為「最強」，擁有背負此名號的自尊心。接受「蜘蛛」的委託保護藤井有栖的生命安全，在「狩獵蜘蛛」時進入高中營救有栖等人。先是壓倒性擊敗了「泥蜂」「沙蜂」救出冲惠美和田嶋賴子，之後用廣播要有栖去1年D班集合後帶領冲惠美和賴子先到1年D班，要冲惠美去找出有栖，自己保護賴子。
先和潛入的「黑食蟲虻」戰鬥後獲勝，隨即遇到了前來尋找有栖的「巨針蟻」，雖然與之激戰仍落敗，要被殺的時候被藤岡響所救。在有栖與「巨針蟻」戰鬥時，試圖替有栖拖延時間，但後來認清了先天性集中力過剩的本質。後來黑川沙羅出現時，一個人掃倒數十名敵人並一度逼近沙羅，卻誤觸陷阱掉到被炸開的大洞裡，現正與埋伏的敵人群激戰中。
擁有驚人的臂力，能輕鬆揮舞名為「兜角」的巨大兵器，並創造出名為「兜雉」的絕對空間進行無差別攻擊，完全不需要瞄準敵人。為了保護自己，在身上的重要臟器上包上名為「兜鎧」的鋼甲。手臂上裝有名為「兜棘」的粗刺狀鋼甲，配合臂力毆打地面的話能輕易打穿水泥地板。此外還有單人作戰專用武器「鬥神角」，但並未帶出來，也還不知道長什麼樣子。

#### 組織
田嶋賴子、「捻翅」
與藤井有栖同班的女同學，班上的女流氓頭頭。家境富裕，但在母親去世後便自己一個人住。性格高傲，總是把真正的感情藏在心裡。原本帶頭欺負有栖，之後被開發戰鬥潛能的有栖反擊，但要被以「練習殺人」的名義殺死時，因為有栖從未殺過人而被壓力壓垮，從而逃過一劫，開始對有栖產生興趣。
當有栖在保健室中了「蠍」的陷阱時，正好前來找她而使的有栖有時間反擊，但賴子也了解到有栖與危險牽扯，並以要有栖保護她為名義讓她住在自己家裡。兩人逐漸親近，雖然本人不想承認，但很注意有栖平常都喜歡什麼東西，甚至比冲惠美還了解。在「狩獵蜘蛛」中被牽扯進來，當有栖要與「巨針蟻」對決時，終於向有栖說她是自己的朋友。
被冲惠美藏進一間教室，後來與有栖兩人互相坦白心意。結果在兩人交談時疏於警備，突然被潛藏的「蠍」用毒針刺中，生死未卜。
被冲惠美稱作「凸額頭」。
真正身份是組織的「老大」。實際年齡已經有一百歲以上。前任「雀蜂」丑縞雅史是她的養子。
第一個「雀蜂」是她的生父，之後她操控父親殺死母親後，再命令父親自殺。之後，她把各式各樣的人變成「雀蜂」。後來她操控東條英機，發動一連串的侵略戰爭。在日本即將戰敗時，他透過東條英機與美國交涉，把日本變成原子彈的實驗場地。日本戰敗後，她在黑市中看見年少的丑縞雅史。把他變成「雀蜂」，並收養他作自己的養子。二人建立了由精於暗殺的暗殺者組成的「組織」。
曾經操控「雀蜂」殺害有栖的母親，當她命令雀蜂殺死有栖時，「雀蜂」卻違背了此命令，自此，她對有栖產生了興趣。之後企圖讓有栖成為自己的伴侶。
當有栖不能動彈時，企圖把有栖從學校天台摔到地上，最終反被「兜蟲」轟飛並從學校天台墜下身亡。
倉本藍、「軍蟻」 、「女王蟻」
「軍蟻」的女王，擁有「女王支配」的能力，周遭的人會不自覺被她的肉體吸引，並在與她經過唾液交換後成為聽從她的奴隸，因自身天生擁有的能力，致使對世界的一切抱有著強烈的憎恨。在「狩獵蜘蛛」一個月以前轉進了有栖所屬的高中，利用能力收了黑川沙羅當自己的分身。表面上自己常常被女王般的沙羅利用肉體以達到各種目的，事實上卻是藉此擴張自己的「軍隊」。
接近藤井有栖並博取她的信任，假裝被捲入「狩獵蜘蛛」事件中，後來找藉口離開並與黑川沙羅見面。打算親手了結有栖的性命，這一切都是為了某個「計畫」。
最後被有栖以藏在其身上蜘蛛絲絞殺。
黑川沙羅、「監視兵」
「女王」倉本藍的分身，在學校以迷人的風采大受歡迎並成為學生會長，藉此打造倉本藍的「軍隊」。在面對倉本以外的人時就像女王一般的存在，任意的踐踏別人，興奮時會伸出長長的舌頭舔嘴唇。「黑川沙羅」應該是真名。
原本只是個害羞內向而交不到朋友的平凡女高中生，後來被倉本看上，兩人發生關係後成為了她的「監視兵」，操縱整個組織並在學校內打造「軍隊」，對「組織」的命令都是透過「雀蜂」向其他人傳達的。為了實行「計畫」而發動了「狩獵蜘蛛」，以發邀請函懸賞藤井有栖的方式吸引「蟲」互相殘殺，自己則透過監視螢幕看著這一切。期間把藤井有栖邀請到自己所在的地方，又讓她帶著倉本藍輕易的逃出去。最後操縱學校的男女學生進行濫交，把所有人都變成了「士兵」。
在有栖戰勝「巨針蟻」後，帶著一批士兵找上動彈不得的有栖，並用計把保護有栖的「兜蟲」和有栖隔開，卻因藤岡響及冲惠美的出現而無法抓到有栖。現在與倉本見到面。
在倉本藍死後，與其他被倉本藍控制的人一樣，變成了行屍走肉。
戶川仁、「雀蜂」
一個壯年男子，「組織」中擔任老大與其他成員的中間聯絡人，實質地位可以說比老大還重要。能力不明，但藤井有栖一看到他便自覺無法獲勝。接到「狩獵蜘蛛」的邀請函，「狩獵蜘蛛」時也出現在校園裡，並且似乎和「巨針蟻」的不請自來有關係。和「芋蟲」之姊的死亡有關係。
真實身分為有栖的親生父親，患有先天性集中力過剩，有栖的先天性集中力過剩是由他遺傳而來的，15年前代號為「長腳蜂」。白天在郵政局工作，晚上則當殺手。在15年前與上一代「雀蜂」會面時，被要求繼承「雀蜂」的稱號以及被告知組織得真正目的後，為了保護妻子及即將出生的有栖選擇繼承「雀蜂」的稱號，之後上一代「雀蜂」自殺而自身的意志則被組織老大支配離開了妻女，所以殺死妻子及被命令殺死有栖這些事本身並沒有他的自己意志。唯有在老大不被察覺範圍內才能取回自我意志，在那時會盡可能的支援自己的妻女，雇用螽斯也是如此。武器為藏在袖子裡的「雀蜂針」，搭配自身患有的先天性集中力過剩能夠施展出超精密的刺擊，所以在殺人時往往都是一擊必殺。
敗給有栖後，正當打算對有栖說出「老大」的真面目時，卻被「銀蜻蜓」以狙擊槍射殺。
「螳螂」
咪咪眼的男子，使用兩把巨鐮做武器。在「蜘蛛」死後、藤井有栖尚未搬出「蜘蛛」的居所時就與她接觸，邀請有栖加入「組織」未果後突擊她，原本制住有栖卻反而掉入她的陷阱而死。
「埋葬蟲」
一名中年大叔，專門在「組織」出任務後擔任收拾善後的事情。在藤井有栖殺死「螳螂」後隨即出現帶走「螳螂」的屍體，並告知有栖無法再住在該處。在「狩獵蜘蛛」時前往學校準備善後事宜。
尾野沙織、「蠍」
表面上為一名校醫，實際上是一個瘋狂的毒藥專家，喜歡把對象注入毒藥並大肆凌虐。擁有能讓人昏厥的「昏倒蠍毒」、直接致死的「致死蠍毒」，及讓人全身麻痺但仍有意識的「神經蠍毒」。自己也能以全身來感受外界的音波，來判斷周遭的事物。背部藏有巨大的「毒之尾」，與自身的神經連結，能夠自發保護自身。殺死藤井有栖母親的兇手。
有把喜歡的對象虐殺的個性，連自己的父母都能殺死。已經暗中殺了不少其他「蟲」。原本在藤井有栖因故進入保健室時，用神經蠍毒麻痺有栖並要虐殺她，但因為田嶋賴子的干擾使的有栖有時間做出反擊因而作罷。後來在有栖與藤岡響的死鬥後再度出現，原本打算要趁有栖等人虛弱時下殺手，但得到「狩獵蜘蛛」的消息後便離開了。
接到「狩獵蜘蛛」的邀請函，認清了「狩獵蜘蛛」的意思，並虐殺了「巨人蜈蚣」。之後潛伏在田嶋賴子躲藏的教室內，趁著有栖與賴子見面而大意實用毒針刺中了賴子。與暴怒的有栖激戰，敗在有栖預先在各個課室內設下的陷阱之後，因抵受不了屈辱而用尾巴刺入自己體內自殺。
在續篇《BLATTODEA》中證實只是進入假死狀態。
高澤忍、「水黽」
學校的體育老師，同時也是游泳社顧問，風評頗佳。「高澤忍」只是「組織」給予的假名。能以兩塊小浮板像水黽般站在水上，並用魚叉朝水裡進行猛烈的攻擊。並有「不沉艦」的能力，能在身體內儲存空氣使身體膨脹。接到「狩獵蜘蛛」的邀請函，在「狩獵蜘蛛」當天以替藤井有栖做游泳特訓的名義突襲她，原本要把有栖溺死，卻因為她事先用蜘蛛絲做了氧氣包而失敗，並掉入有栖的陷阱，被蜘蛛絲纏住掉入水裡，但因「不沉艦」的能力而免於一死。似乎和「芋蟲」及「蟋螽」是舊識。
「虎甲」
長得像小混混的男子，用兩把大剪刀作戰，擅長伏擊，並能在瞬間發出驚人的爆發力。在藤井有栖擊敗「水黽」，渾身虛弱時襲擊了她，正要殺死有栖時被突然出現的藤岡響一腳踢倒。之後打算逃走重新擬定作戰計畫，卻被突然出現的「蟋螽」一拳把頭打飛而死。
「蟋螽」
褐色皮膚的壯漢，沒有任何作戰技巧，只是單純的以拳頭毆打。其身體就是武器、就是必殺技，為「暴虐」的化身，連藤岡響的踢擊也能輕鬆接下，「蜘蛛」也認為自己贏不了他。也是個变形騎士迷。
接到「狩獵蜘蛛」的邀請函，出現在校園裡，一拳就把「虎甲」的頭打飛，並和響展開死鬥。一開始占了上風，但最後被響苦練的新必殺技給擊敗。後來被「芋蟲」叫醒，為了再次與響決戰而來到1年D班，正好看到響與「巨針蟻」激戰。後來在有栖也到達並遇到「巨針蟻」後試圖對「巨針蟻」發動攻擊，但被毒刺刺中而倒下。
外傳《CATERPILLAR》中曾介入「芋蟲」和「蜘蛛」的戰鬥並攻擊「芋蟲」，但是反被「芋蟲」打敗，此後便稱呼「芋蟲」為「大姊」。似乎和「水黽」是舊識。
「螽斯」
一個拉著小提琴的優雅少年，能以踢擊在室內快速移動，論機動性比藤岡響還強，並以手臂上的短劍作戰。接到「狩獵蜘蛛」的邀請函。受到了「雀蜂」的委託，前來勸告藤井有栖離開校園蟻結束「狩獵蜘蛛」。被拒絕後想以強硬的手段帶有栖出去，但敗在有栖與冲惠美的聯手之下。似乎知道「狩獵蜘蛛」的真相，並勸告「蚰蜒」趕快離開。
確認了「老大」賴子的死亡後，與「組織」新任「老大」以電話聯絡。
「沙蜂」、「泥蜂」
「沙蜂」是一個老科學家，負責研發：「泥蜂」是一個小男孩，負責實戰。兩人擅長合作以神經毒和電流來麻痺對手知覺並操控他人。接到「狩獵蜘蛛」的邀請函進入校園。先是控制了冲惠美，讓她成為兩人的奴隸，把田嶋賴子帶到兩人面前要做人體實驗，但被「兜蟲」一路追蹤而來。原本施放了「泥蜂神經毒」打算奪走「兜蟲」的戰鬥能力，卻因為「兜蟲」的無差別攻擊而先後送命。
「沙蜂」是替「蠍」裝上「毒之尾」並裝上神經接續出力裝置的人。
「巨人蜈蚣」
一個死魚眼的男子，接到「狩獵蜘蛛」的邀請函進入校園，躲在離藤井有栖教室最近的女生廁所天花板上進行無差別迷姦。但後來被「蠍」識破，反而中了神經蠍毒，被凌虐至死。
「黑食蟲虻」
帶墨鏡的爆炸頭男子，擅長「暗黑劍」，能在一瞬間切入敵方的死角並給予致命一擊。專門獵殺其他「蟲」的人，自稱「最強」。接到「狩獵蜘蛛」的邀請函進入校園，在「兜蟲」等人之前到達1年D班並與「兜蟲」發生衝突。原本利用「兜蟲」拔武器的死角用「暗黑劍」刺中她的心臟，但因「兜蟲」的心臟包有「兜鎧」而無法殺死她。後來教室地板被「兜蟲」擊碎後和「兜蟲」、賴子一起掉到下面的教室，隨即被已經抽出武器的「兜蟲」打飛出去而死。
「蚰蜒」
黑色波浪長髮的女生，擁有「組織」中凌駕於冲惠美的最高速度，也能任務拆卸關節掙脫束縛，武器是裝著隨手撿來的各式各樣東西的襪子，但體力無法進行持久戰。接到「狩獵蜘蛛」的邀請函進入校園，當沖惠美去尋找有栖時跟在後面並發生衝突。一開始用速度壓倒了冲惠美並把她打昏，但卻因為冲惠美超群的神經反射而被牽制，最後誘因體力消耗過大而反被冲惠美的速度壓制而敗。之後衣服被扒光，在要找衣服穿時目睹了學校內的濫交，差點被強暴時被冲惠美所救。
最後被捲入「軍蟻」的「女王支配」能力中。
「子彈蟻」
世界上最強的「蟲」，一個日本大叔。原本是個傭兵，因為在東南亞的戰爭中任意殺人而被列為通緝犯，把還是嬰兒的「巨針蟻」揀回來撫養並加以訓練。是「巨針蟻」原本唯一勉強可平等交流的人。一年前與「芋蟲」發生死鬥後被殺。
剎那·蒂諾波內拉、「巨針蟻」
緬甸少女，目前世界上最強的「蟲」，比養父「子彈蟻」還強，甚至能令黑川沙羅感到恐懼。原本是個小村莊中唯一活著的人，還是個嬰兒時就被「子彈蟻」帶回去撫養並訓練，從而獲得了集中力自由操作（Concentration Driving Free，CDF），與藤井有栖的CEC相對的能力。力氣很大，手上帶著鋼製臂鎧戰鬥，並能從後端伸出毒針攻擊，上面塗的「巨針毒」能讓被刺到的人24小時內受到如被子彈打到的痛楚一般。
由於能力太強，其他人在她眼裡都像是虛弱的蟲子一樣，因此除了「子彈蟻」能勉強平等交談以外，沒有任何朋友。」。
最大的夢想就是能交到一個「能對等交流」的朋友，因此來到了日本並在「狩獵蜘蛛」時因為不明原因進入校園。遇到「可能能成為朋友」的人，會與其交手判斷實力，如果實力不足就在擊敗後殺之。認為最有可能成為其「朋友」的人只有藤井有栖。進入校園後先與「芋蟲」交手，在佔上風時因為「雀蜂」偷襲「芋蟲」得手而中斷。之後前往1年D班，先後與「兜蟲」、藤岡響、「蟋螽」交手並以壓倒性的實力獲勝，並如願見到有栖。
原本以為有栖和她一樣，也是從小就在戰場上生活，才能到與她一戰的地步，因此想和她交朋友，但在「兜蟲」說明了CEC的真正能力後，得知有栖的作戰經歷其實只有兩個禮拜，大受打擊而不承認有栖是她的朋友。一開始因為戰鬥經驗而大佔上風，後來因為有栖的覺醒而被擊敗並逃跑。後來遇到「蠍」，被「毒之尾」注射神經毒素而無法動彈，隨後被丟入濫交的男人群中。
在續集《BLATTODEA》中，當「姦染」病毒將要爆發之前曾在公園內公然裸身洗澡，在與前來勸說的千百合交手之後與其成為人生真正的第一個朋友。事發後看似被感染「姦染」病毒，最後得知他身上有該病毒的抗體所以倖免於難，並受託將該抗體交付給藤井有栖。
「銀蜻蜓」
淺色長髮的女性，是一名狙擊手。曾在賴子的命令下射殺「雀蜂」。當有栖拒絕賴子的提議後，企圖射殺有栖時，卻被「雀蜂」的屍體阻擋，最後反被有栖貫穿頭部而死。
丑縞雅史、「雀蜂」
前自治黨國會議員兼外務大臣，真正身份是組織第一代「雀蜂」。同時也是「組織」的創立者之一。
在小時候在黑市當小販時，遇上了田嶋賴子，並被田嶋賴子收為養子，並成為了「雀蜂」。
後來把「雀蜂」的位置讓給戶川仁後，便開槍自殺身亡。
辻狩那、「鱉甲蜂」
有栖的母親綾那的從堂姊妹。

#### 其他
藤井綾那
有栖的母親，最後被「老大」操控的戶川仁所殺。

### CATERPILLAR

#### 主要角色
芋蟲（毛毛蟲）
本名稲生美樹，是個苗條又結實的高挑身材的女性。外傳《CATERPILLAR》女主人公，在《ARACHNID》及《BLATTODEA》也有出場。
能輕易接下「蟋螽」的拳頭，並咬住藤井有栖的「蜘蛛絲」和「巨針蟻」猛力往下戳的刺。喜歡用頭鎚和槍，憑直覺和環境立刻做出對於戰鬥的反應，與精細計算戰鬥的「蜘蛛」與有栖截然不同。曾經與「蜘蛛」交手過一次，因此了解他的戰鬥方式。
一年前曾與世界最強的「蟲」─「子彈蟻」交戰並殺了他。接到「狩獵蜘蛛」的邀請函進入校園，但主要是要問「雀蜂」關於自己姊姊的死因。正好把「蟋螽」打醒並救了「水黽」，之後與誤打誤撞回到游泳池的有栖交手，肯定其實力並給予「牽扯自身的任何困難危險，其原因必定在於自己」的忠告。後來找到「雀蜂」質問他時，與突然出現的「巨針蟻」交手，陷入苦戰時被「雀蜂」偷襲而昏倒，後被花螳螂帶回自己的住處， 在發現花螳螂離開她後決定出去尋找他， 並最後和友栖聯合對付軍蟻大軍。
外傳《CATERPILLAR》中「子彈蟻」和「蠍」曾對「芋蟲」用毒攻擊，但是都沒有作用。
螢蛾
芋蟲的夥伴，負責收集情報。認為「能利用的東西要好好利用」。
因為把「芋蟲」的情報賣給「鳳蝶」，被「芋蟲」發現後兩人發生戰鬥，最後被一槍斃命。
花螳螂
芋蟲的夥伴，代替螢蛾負責收集情報。
外表是可愛的小蘿莉，其是本身是不折不扣的小男生，有潔癖，個性與大剌剌的芋蟲不同較為纖細，武器是刀刃部分呈鋸齒狀的螳螂鐮刀，雖是隱蔽系的蟲，但採取的戰法並非像其他同系的蟲一樣是先隱藏自身的蹤跡及氣息藉此發動伏擊，而是利用自身的外表及演技來誘騙及降低敵人的戒心藉此發動奇襲。因螳螂的特性失去意識後男性象徵會變的非常雄偉。患有克氏症候群，因此有性染色體異常的問題。
一旦讓人知道他是男生，會不分敵我的攻擊別人。

#### 與「芋蟲」相關人物
稲生美香、「鳳蝶」
芋蟲的姐姐，小時候為了保護妹妹，不得不出賣自己遭人凌辱，17歲時以為是被孤兒院職員凌辱死亡，屍體被冷凍，但其實並沒有死。患有多重人格障礙，體內有柳亞貴穗的人格。真實身份為鳳蝶。

### BLATTODEA
這島千百合、「輪紋蜚蠊」
《BLATTODEA》主角。現正在無家者生活的16歲少女，頭上有2根像蜚蠊觸角的頭髮。
松田大和、「大和蜚蠊」
《BLATTODEA》副要角色。負責照顧千百合日常生活以及啟蒙的66歲老流浪漢，千百合稱呼為「師傅」。以前是漫畫家，筆名為「松田零」並創造出無數知名的漫畫作品，同時也在特殊訓練機構「果樹園」擔當看守員，見過當時年紀尚小的千百合。在「姦染」病毒事件爆發後躲進下水道，為了要讓千百合逃往安全地帶而在軍蟻殭屍入侵之際自願斷後。
天仰、缺翅目
《BLATTODEA》的一位反派，外表為肅穆莊嚴的修行僧和尚，在自身能力下支配巢鴨監獄內的女性囚犯們以此來服侍他。從一出生當下具有異常強烈的性欲，自孩提時期開始犯下諸多性犯罪紀錄，雙親為了使他改過向善而被帶往新興宗教團體修行，但在持續徹底禁慾的修行當中自行習得能排出含有以自身性慾變換費洛蒙的體液之相關能力。

## 專有名詞
- 「組織」

一個謎一般的團體，遍佈全世界，成員沒有戶籍、沒有姓名，只有一個與「蟲」（不一定是昆蟲）相關的外號，並且每個人都有與其代表的「蟲」相關的能力。一般會向其他團體接各種暗殺的任務，被殺死的目標及任何能代表該目標的東西都會被「組織」處理掉，消失在這個世上。不過成員彼此之間似乎並沒有太緊密的關係，自相殘殺也是常有的事。後證實首領是田嶋賴子。
- 先天性集中力過剩（Congential Excessive Concentration，CEC）

一種先天性的精神疾病，患者很容易過於專注在某項事物上，使得對周遭其他事物的感知降低，很容易讓人誤解為遲鈍、慢動作之類。但對於專注的事物則有超乎常人的集中力及感知，特別是對該事物的學習能力會大幅強化，很容易展現出數倍於常人的表現。
目前已確認擁有此疾病的有藤井有栖、「蜘蛛」、「雀蜂」三人
- 集中力自由操作（Concentration Driving Free，CDF）

相對於CEC，是透過後天的訓練，能自由自在的把所有集中力專注於某樣事物上，從而達到與CEC相同的結果。
目前已確認擁有此能力的人只有「巨針蟻」一人
- 蜘蛛絲

「蜘蛛」、藤井有栖所使用的武器，是一個前端附銳利刀片的收納式長絲線。絲線是用十九萬根五微米粗的蜘蛛絲編織而成的，能感知到極細微的震動，還能承受六百公斤的重量及一千五百度的高溫。如果包覆在身上可以達到鎧甲的效果。但操作時如果注意力不集中，便會像有生命般朝操作者攻擊。
- 狩獵蜘蛛

「組織」表面上的首領．「監視兵」黑川沙羅舉辦的活動，用簡訊邀請函的方式邀請世界各地的「蟲」前來藤井有栖就讀的高中獵殺她，並提供懸賞金作為誘因，每有一個「蟲」死亡，有栖的懸賞金就提高一億日圓。由於在活動之前，有栖已經殺死了「蜘蛛」、「螳螂」，因此賞金從兩億起跳。由於活動並沒有規定一定要被有栖殺死的「蟲」才算數，也有「蟲」獵殺別的「蟲」以提高賞金。不過真正的目的為「計畫」的一部分。
- 計畫

「女王」倉本藍的陰謀，目前只知道「狩獵蜘蛛」及把整個學校「軍隊化」只是其中一環。
- 果樹園

一處名義上是收容孤兒、但實際上是挑選並訓練具有殺手潛能之孩童的特殊機構。由於其斯巴達式的訓練，時常有將受重傷的孩子給拋棄的情形。這島千百合在年幼時曾來過該處，但待了不到幾天就落跑，另現為遊民的前漫畫家松田大和曾擔任該設施的看守人，但未攔下當時的這島千百合。於作者的另一部作品《牙鬥獸娘》中也有登場，為設立在美國紐約的附屬機構。

## 書籍情報
| 日本                   | 日本                   | 日本                   | 日本                        | 日本                        | 日本                    | 日本                    |
| ARACHNID（アラクニド） | ARACHNID（アラクニド） | ARACHNID（アラクニド） | CATERPILLAR（キャタピラー） | CATERPILLAR（キャタピラー） | BLATTODEA（ブラトデア） | BLATTODEA（ブラトデア） |
| 卷數                   | 發售日期               | ISBN                   | 發售日期                    | ISBN                        | 發售日期                | ISBN                    |
| ---------------------- | ---------------------- | ---------------------- | --------------------------- | --------------------------- | ----------------------- | ----------------------- |
| 01                     | 2010年7月              | ISBN 978-4-7575-2943-4 | 2012年8月                   | ISBN 978-4-7575-3697-5      | 2020年7月21日           | ISBN 978-4-7575-6760-3  |
| 02                     | 2010年10月             | ISBN 978-4-7575-3035-5 | 2013年3月                   | ISBN 978-4-7575-3918-1      | 2021年1月22日           | ISBN 978-4-7575-7045-0  |
| 03                     | 2011年3月              | ISBN 978-4-7575-3170-3 | 2013年8月                   | ISBN 978-4-7575-4015-6      | 2021年10月21日          | ISBN 978-4-7575-7536-3  |
| 04                     | 2011年8月              | ISBN 978-4-7575-3339-4 | 2014年8月                   | ISBN 978-4-7575-4397-3      | 2022年6月22日           | ISBN 978-4-7575-7977-4  |
| 05                     | 2012年2月              | ISBN 978-4-7575-3508-4 | 2015年2月                   | ISBN 978-4-7575-4578-6      | 2022年12月21日          | ISBN 978-4-7575-8314-6  |
| 06                     | 2012年8月              | ISBN 978-4-7575-3696-8 | 2015年7月                   | ISBN 978-4-7575-4697-4      | 2023年10月20日          | ISBN 978-4-7575-8867-7  |
| 07                     | 2012年11月             | ISBN 978-4-7575-3795-8 | 2016年2月                   | ISBN 978-4-7575-4888-6      | 2024年11月21日          | ISBN 978-4-7575-9523-1  |
| 08                     | 2013年3月              | ISBN 978-4-7575-3904-4 | 2016年8月                   | ISBN 978-4-7575-5086-5      |                         |                         |
| 09                     | 2013年8月              | ISBN 978-4-7575-4040-8 | 2017年6月                   | ISBN 978-4-7575-5286-9      |                         |                         |
| 10                     | 2014年3月              | ISBN 978-4-7575-4254-9 | 2018年1月                   | ISBN 978-4-7575-5602-7      |                         |                         |
| 11                     | 2014年8月              | ISBN 978-4-7575-4394-2 | 2018年6月                   | ISBN 978-4-7575-5762-8      |                         |                         |
| 12                     | 2015年2月              | ISBN 978-4-7575-4577-9 |                             |                             |                         |                         |
| 13                     | 2015年9月              | ISBN 978-4-7575-4740-7 |                             |                             |                         |                         |
| 14                     | 2016年2月              | ISBN 978-4-7575-4887-9 |                             |                             |                         |                         |

## 外部連結
- （日語）ARACHNID - 連載作品 - GANGAN JOKER -SQUARE ENIX-（页面存档备份，存于）
- （日語） CATERPILLAR | 作品紹介 | ヤングガンガン YOUNG GANGAN OFFICIALSITE
- （日語）BLATTODEA - 連載作品 - GANGAN JOKER -SQUARE ENIX-（页面存档备份，存于）